# Linia kolejowa Paris-Est – Mulhouse-Ville
Linia kolejowa Paryż – Miluza (fr. Ligne de Paris-Est à Mulhouse-Ville) – linia kolejowa prowadząca z Paryża (Gare de l’Est) do Miluzy, przez Troyes, Chaumont, Vesoul, Lure i Belfort. Linia nosi nr 001 000, znana jest też jako linia nr 4, który to numer nosiła w przeszłości wewnątrz regionu wschodniego SNCF. Wcześniej, gdy zarządzała nią Compagnie de l’Est nosiła numer 40.
Linia otwierana była etapami w latach 1856-1858 przez Compagnie de l’Est. W przeszłości z linii korzystał pociąg Trans-Europ-Express (TEE) z Paryża do Szwajcarii. Po otwarcu LGV Est européenne w 2007 roku linia straciła na znaczeniu. Na linii kursują obecnie przede wszystkim pociągi regionalne (TER), a w części położonej na terenie Île-de-France pociągi podmiejskie (Transilien).